# Paola Otero
Paola Otero es una actriz y conductora de televisión mexicana.

## Biografía
Paola comenzó su carrera en el año 1991 en el popular programa de concursos TVO, que le dio mucha proyección como parte del elenco de las teveítas, un grupo de jóvenes edecanes que participaban como coconductoras del show conducido por Gaby Ruffo y Liza Echeverría. Posteriormente, en 1993 ingresa a la telenovela Los parientes pobres de la productora Carla Estrada para Televisa, al lado de Lucero Hogaza y Ernesto Laguardia. 
En el año 1996, participó en la telenovela Para toda la vida de la productora Lucero Suárez para Televisa en coproducción con el canal chileno Megavisión, interpretando a Estela Valdemoros, fue protagonizada por Ofelia Medina y Exequiel Lavanderos. También fue rostro del canal latinoamericano Fox Kids entre el 1996 - 1999 haciendo las cápsulas del canal.
En el año 1997, participó en la telenovela producida por Carla Estrada, que fue protagonizada por Adela Noriega y Fernando Carrillo María Isabel de Televisa, interpretando el personaje de Gloria Mendiola.
En el año 1998, trabajó en la telenovela Rencor apasionado de la productora Lucero Suárez, interpretó el papel de Katy.
En el 2001, participó en la soap opera estadounidense The Bold and the Beautiful de la cadena CBS.
En el 2012, podría tener una participación en la nueva versión mexicana de Amor en custodia titulada Amores verdaderos, en la producción de Nicandro Díaz González.

## Telenovelas
- 1990: Amor de nadie
- 1993: Los parientes pobres
- 1994: Agujetas de color de rosa - Estudiante
- 1996: Para toda la vida - Estela Valdemoros
- 1997: María Isabel - Gloria Mendiola
- 1998: Rencor apasionado - Katy
- 2001: The Bold and the Beautiful

## Programas de TV
- 1997: Nuevas Tardes
- 1991: TVO